# Isaac Vázquez (baloncestista)
Isaac Vázquez Pérez (Orense, 10 de octubre de 2004) es un baloncestista español que pertenece a la plantilla del Club Ourense Baloncesto de Primera FEB. Con 1,93 metros de estatura, juega en la posición de base.

## Trayectoria deportiva
Formado en el Bosco Salesianos, Isaac llegó a debutar en la temporada 2022-23 en Liga EBA, en la que jugó durante dos temporadas. 
En la temporada 2024-25 jugó cedido en la Cultural Leonesa de Segunda FEB, con el que disputó los playoffs de ascenso a la Primera FEB.
El 20 de junio de 2025, regresa al Club Ourense Baloncesto para formar parte del equipo de Primera FEB.